# Jorge Bolaño
Jorge Eladio Bolaño Correa (Santa Marta, 28 aprile 1977 – Cúcuta, 6 aprile 2025) è stato un calciatore e allenatore di calcio colombiano, di ruolo centrocampista.

## Biografia
Bolaño nacque a Santa Marta, figlio di Oscar Bolaño e fratello di Hugo e Oscar Jr., tutti con una carriera di calciatori professionisti.
Morì il 6 aprile 2025 a Cúcuta, all'età di 47 anni, a causa di un infarto.

## Caratteristiche tecniche
Le sue caratteristiche principali erano la tenacia e il dinamismo.

## Carriera

### Giocatore

#### Club
Bolaño cresce nell'Atlético Junior, con cui esordisce nel 1993 nella prima divisione colombiana. Dopo sette stagioni da titolare nella squadra barranquillera attira le attenzioni del Parma, che nel 1999 lo ingaggia assieme al connazionale Johnnier Montaño.
Arrivato in Italia, esordisce in Serie A il 5 dicembre 1999 in Parma-Torino 4-1. Chiuso dalla forte concorrenza nel suo ruolo, Bolaño totalizza solo 36 presenze nell'arco di tre stagioni con la casacca crociata.
Per permettergli di giocare con maggiore continuità, nella stagione 2002-2003 il Parma lo cede in prestito alla Sampdoria, in Serie B. Tuttavia, a causa di un grave infortunio al crociato durante la preparazione estiva, il colombiano è costretto a saltare l'intera stagione, senza mettere a referto nessuna presenza con i doriani.
La sfortunata esperienza genovese chiude un capitolo della sua carriera, ma ne apre un altro. Tornato a Parma, Bolaño recupera gradualmente la forma e così, nel gennaio 2004, viene ceduto in prestito al Lecce, in Serie A.  Con la squadra salentina totalizza 16 presenze che rilanciano la sua carriera.
Nella stagione 2004-2005 il Parma decide di puntare nuovamente su di lui e così nella massima serie italiana Bolaño totalizza 22 presenze, contribuendo alla salvezza della squadra crociata. Nella due stagioni seguenti è spesso relegato in panchina.
Ad agosto 2007 passa al Modena con un contratto biennale dove è una pedina fondamentale del centrocampo dei canarini.
Nel gennaio 2010 fa ritorno in patria al Cúcuta Deportivo, in Colombia, dove si ritira al termine della stagione 2012 e 58 presenze complessive.

#### Nazionale
Bolaño ha fatto parte della nazionale colombiana, con cui ha raccolto un totale di 36 partite e segnato un gol. È stato convocato per disputare i Mondiali 1998, la Copa América 1999 e la CONCACAF Gold Cup 2000, perdendo la finale contro il  Canada.

### Allenatore
Dopo essersi ritirato dal calcio professionistico, ha iniziato la carriera da allenatore, entrando nello staff dell'Uniautónoma.
Nella seconda metà del 2017 assume la guida del Real Frontera, club della Seconda Divisione venezuelana, riuscendo a salvarla dalla retrocessione in Tercera División. Una settimana prima dell'inizio della stagione 2018 viene comunicato che non avrebbe continuato con il club.
Pochi giorni dopo, è stato annunciato come opinionista sportivo sul canale televisivo Win Sports.
Nel 2022 torna ad allenare, assumendo il ruolo di assistente tecnico negli staff delle nazionali under 15 e under 17 colombiane.

## Statistiche

### Presenze e reti nei club
| Stagione                | Squadra                 | Campionato              | Campionato | Campionato | Coppe nazionali | Coppe nazionali | Coppe nazionali | Coppe continentali | Coppe continentali | Coppe continentali | Altre coppe | Altre coppe | Altre coppe | Totale | Totale |
| Stagione                | Squadra                 | Comp                    | Pres       | Reti       | Comp            | Pres            | Reti            | Comp               | Pres               | Reti               | Comp        | Pres        | Reti        | Pres   | Reti   |
| ----------------------- | ----------------------- | ----------------------- | ---------- | ---------- | --------------- | --------------- | --------------- | ------------------ | ------------------ | ------------------ | ----------- | ----------- | ----------- | ------ | ------ |
| 1993                    | Atlético Junior         | PD                      | 14         | 0          | -               | -               | -               | -                  | -                  | -                  | -           | -           | -           | 14     | 0      |
| 1994                    | Atlético Junior         | PD                      | 16         | 1          | -               | -               | -               | -                  | -                  | -                  | -           | -           | -           | 16     | 1      |
| 1995                    | Atlético Junior         | PD                      | 35         | 1          | -               | -               | -               | -                  | -                  | -                  | -           | -           | -           | 35     | 1      |
| 1995-1996               | Atlético Junior         | PD                      | 29         | 1          | -               | -               | -               | CL                 | 6                  | 0                  | -           | -           | -           | 35     | 1      |
| 1996-1997               | Atlético Junior         | PD                      | 27         | 2          | -               | -               | -               | -                  | -                  | -                  | -           | -           | -           | 27     | 2      |
| 1998                    | Atlético Junior         | PD                      | 19         | 1          | -               | -               | -               | -                  | -                  | -                  | -           | -           | -           | 19     | 1      |
| gen.-lug. 1999          | Atlético Junior         | PD                      | 15         | 4          | -               | -               | -               | -                  | -                  | -                  | -           | -           | -           | 15     | 4      |
| Totale Atlético Junior  | Totale Atlético Junior  | Totale Atlético Junior  | 155        | 10         |                 | -               | -               |                    | 6                  | 0                  |             | -           | -           | 161    | 10     |
| 1999-2000               | Parma                   | A                       | 10+1       | 0          | CI              | 1               | 0               | -                  | -                  | -                  | SI          | 0           | 0           | 12     | 0      |
| 2000-2001               | Parma                   | A                       | 12         | 0          | CI              | 3               | 0               | CU                 | 4                  | 0                  | -           | -           | -           | 19     | 0      |
| 2001-2002               | Parma                   | A                       | 14         | 0          | CI              | 3               | 0               | CU                 | 5                  | 0                  | -           | -           | -           | 22     | 0      |
| 2002-2003               | Sampdoria               | B                       | 0          | 0          | CI              | 0               | 0               | -                  | -                  | -                  | -           | -           | -           | 0      | 0      |
| 2003-gen. 2004          | Parma                   | A                       | 2          | 0          | CI              | 2               | 0               | CU                 | 3                  | 0                  | -           | -           | -           | 7      | 0      |
| gen.-giu. 2004          | Lecce                   | A                       | 16         | 0          | CI              | 0               | 0               | -                  | -                  | -                  | -           | -           | -           | 16     | 0      |
| 2004-2005               | Parma                   | A                       | 22         | 0          | CI              | 0               | 0               | CU                 | 9                  | 0                  | -           | -           | -           | 31     | 0      |
| 2005-2006               | Parma                   | A                       | 16         | 0          | CI              | 4               | 0               | -                  | -                  | -                  | -           | -           | -           | 20     | 0      |
| 2006-2007               | Parma                   | A                       | 10         | 0          | CI              | 3               | 0               | CU                 | 4                  | 0                  | -           | -           | -           | 17     | 0      |
| Totale Parma            | Totale Parma            | Totale Parma            | 87         | 0          |                 | 16              | 0               |                    | 25                 | 0                  |             | 0           | 0           | 128    | 0      |
| 2007-2008               | Modena                  | B                       | 21         | 2          | CI              | 1               | 0               | -                  | -                  | -                  | -           | -           | -           | 22     | 2      |
| 2008-2009               | Modena                  | B                       | 32         | 0          | CI              | 0               | 0               | -                  | -                  | -                  | -           | -           | -           | 32     | 0      |
| Totale Modena           | Totale Modena           | Totale Modena           | 53         | 2          |                 | 1               | 0               |                    | -                  | -                  |             | -           | -           | 54     | 2      |
| 2010                    | Cúcuta Deportivo        | PD                      | 19+5       | 0          | CC              | 0               | 0               | -                  | -                  | -                  | -           | -           | -           | 24     | 0      |
| 2011                    | Cúcuta Deportivo        | PD                      | 24+2       | 0          | CC              | 0               | 0               | -                  | -                  | -                  | -           | -           | -           | 26     | 0      |
| 2012                    | Cúcuta Deportivo        | PD                      | 8          | 0          | CC              | 0               | 0               | -                  | -                  | -                  | -           | -           | -           | 8      | 0      |
| Totale Cúcuta Deportivo | Totale Cúcuta Deportivo | Totale Cúcuta Deportivo | 58         | 0          |                 | -               | -               |                    | -                  | -                  |             | -           | -           | 58     | 0      |
| Totale carriera         | Totale carriera         | Totale carriera         | 369        | 12         |                 | 17              | 0               |                    | 31                 | 0                  |             | 0           | 0           | 417    | 12     |

### Cronologia presenze e reti in nazionale
| Cronologia completa delle presenze e delle reti in nazionale ― Colombia | Cronologia completa delle presenze e delle reti in nazionale ― Colombia | Cronologia completa delle presenze e delle reti in nazionale ― Colombia | Cronologia completa delle presenze e delle reti in nazionale ― Colombia | Cronologia completa delle presenze e delle reti in nazionale ― Colombia | Cronologia completa delle presenze e delle reti in nazionale ― Colombia | Cronologia completa delle presenze e delle reti in nazionale ― Colombia | Cronologia completa delle presenze e delle reti in nazionale ― Colombia |
| Data                                                                    | Città                                                                   | In casa                                                                 | Risultato                                                               | Ospiti                                                                  | Competizione                                                            | Reti                                                                    | Note                                                                    |
| ----------------------------------------------------------------------- | ----------------------------------------------------------------------- | ----------------------------------------------------------------------- | ----------------------------------------------------------------------- | ----------------------------------------------------------------------- | ----------------------------------------------------------------------- | ----------------------------------------------------------------------- | ----------------------------------------------------------------------- |
| 26-10-1995                                                              | Pechino                                                                 | Cina                                                                    | 2 – 1                                                                   | Colombia                                                                | Amichevole                                                              | -                                                                       |                                                                         |
| 2-6-1996                                                                | Lima                                                                    | Perù                                                                    | 1 – 1                                                                   | Colombia                                                                | Qual. Mondiali 1998                                                     | -                                                                       | 88’                                                                     |
| 20-8-1997                                                               | Barranquilla                                                            | Colombia                                                                | 3 – 0                                                                   | Bolivia                                                                 | Qual. Mondiali 1998                                                     | -                                                                       | 85’                                                                     |
| 24-8-1997                                                               | Lima                                                                    | Perù                                                                    | 2 – 1                                                                   | Colombia                                                                | Amichevole                                                              | -                                                                       |                                                                         |
| 10-9-1997                                                               | Barranquilla                                                            | Colombia                                                                | 1 – 0                                                                   | Venezuela                                                               | Qual. Mondiali 1998                                                     | -                                                                       | Ammonizione                                                             |
| 25-3-1998                                                               | Bogotà                                                                  | Colombia                                                                | 0 – 0                                                                   | Jugoslavia                                                              | Amichevole                                                              | -                                                                       |                                                                         |
| 22-4-1998                                                               | Santiago del Cile                                                       | Cile                                                                    | 2 – 2                                                                   | Colombia                                                                | Amichevole                                                              | -                                                                       |                                                                         |
| 22-6-1998                                                               | Montpellier                                                             | Colombia                                                                | 1 – 0                                                                   | Tunisia                                                                 | Mondiali 1998 - 1º turno                                                | -                                                                       | 62’                                                                     |
| 9-2-1999                                                                | Miami                                                                   | Germania                                                                | 3 – 3                                                                   | Colombia                                                                | Amichevole                                                              | -                                                                       | 46’                                                                     |
| 30-3-1999                                                               | Maracaibo                                                               | Venezuela                                                               | 0 – 0                                                                   | Colombia                                                                | Amichevole                                                              | -                                                                       | 66’                                                                     |
| 15-4-1999                                                               | Caracas                                                                 | Venezuela                                                               | 1 – 1                                                                   | Colombia                                                                | Amichevole                                                              | -                                                                       |                                                                         |
| 22-4-1999                                                               | Luque                                                                   | Paraguay                                                                | 0 – 2                                                                   | Colombia                                                                | Amichevole                                                              | -                                                                       |                                                                         |
| 17-6-1999                                                               | Manizales                                                               | Colombia                                                                | 3 – 3                                                                   | Perù                                                                    | Amichevole                                                              | -                                                                       |                                                                         |
| 24-6-1999                                                               | Asunción                                                                | Paraguay                                                                | 2 – 1                                                                   | Colombia                                                                | Amichevole                                                              | -                                                                       | 57’                                                                     |
| 1-7-1999                                                                | Asunción                                                                | Uruguay                                                                 | 0 – 1                                                                   | Colombia                                                                | Coppa America 1999 - 1º turno                                           | -                                                                       | Ammonizione                                                             |
| 4-7-1999                                                                | Luque                                                                   | Argentina                                                               | 0 – 3                                                                   | Colombia                                                                | Coppa America 1999 - 1º turno                                           | -                                                                       |                                                                         |
| 11-7-1999                                                               | Luque                                                                   | Colombia                                                                | 2 – 3                                                                   | Cile                                                                    | Coppa America 1999 - Quarti di finale                                   | 1                                                                       | 46’                                                                     |
| 20-10-1999                                                              | San Diego                                                               | Messico                                                                 | 0 – 0                                                                   | Colombia                                                                | Amichevole                                                              | -                                                                       | 73’                                                                     |
| 19-11-1999                                                              | Bogotà                                                                  | Colombia                                                                | 2 – 1                                                                   | Slovacchia                                                              | Amichevole                                                              | -                                                                       |                                                                         |
| 12-2-2000                                                               | Miami                                                                   | Colombia                                                                | 1 – 0                                                                   | Giamaica                                                                | Gold Cup 2000 - 1º turno                                                | -                                                                       |                                                                         |
| 16-2-2000                                                               | Miami                                                                   | Honduras                                                                | 2 – 0                                                                   | Colombia                                                                | Gold Cup 2000 - 1º turno                                                | -                                                                       | 85’                                                                     |
| 19-2-2000                                                               | Miami                                                                   | Stati Uniti                                                             | 2 – 2 dts (1 – 2 dtr)                                                   | Colombia                                                                | Gold Cup 2000 - Quarti di finale                                        | -                                                                       | 18’ 61’                                                                 |
| 23-2-2000                                                               | San Diego                                                               | Colombia                                                                | 2 – 1                                                                   | Perù                                                                    | Gold Cup 2000 - Semifinale                                              | -                                                                       | 80’                                                                     |
| 4-6-2000                                                                | Bogotà                                                                  | Colombia                                                                | 3 – 0                                                                   | Venezuela                                                               | Qual. Mondiali 2002                                                     | -                                                                       |                                                                         |
| 29-6-2000                                                               | Bogotà                                                                  | Colombia                                                                | 1 – 3                                                                   | Argentina                                                               | Qual. Mondiali 2002                                                     | -                                                                       |                                                                         |
| 19-7-2000                                                               | Lima                                                                    | Perù                                                                    | 0 – 1                                                                   | Colombia                                                                | Qual. Mondiali 2002                                                     | -                                                                       | 2’                                                                      |
| 25-7-2000                                                               | Quito                                                                   | Ecuador                                                                 | 1 – 0                                                                   | Colombia                                                                | Qual. Mondiali 2002                                                     | -                                                                       |                                                                         |
| 15-8-2000                                                               | Bogotà                                                                  | Colombia                                                                | 1 – 0                                                                   | Uruguay                                                                 | Qual. Mondiali 2002                                                     | -                                                                       |                                                                         |
| 2-9-2000                                                                | Santiago del Cile                                                       | Cile                                                                    | 0 – 1                                                                   | Colombia                                                                | Qual. Mondiali 2002                                                     | -                                                                       |                                                                         |
| 7-10-2000                                                               | Bogotà                                                                  | Colombia                                                                | 0 – 2                                                                   | Paraguay                                                                | Qual. Mondiali 2002                                                     | -                                                                       |                                                                         |
| 15-11-2000                                                              | San Paolo                                                               | Brasile                                                                 | 1 – 0                                                                   | Colombia                                                                | Qual. Mondiali 2002                                                     | -                                                                       | 11’                                                                     |
| 24-4-2001                                                               | San Cristóbal                                                           | Venezuela                                                               | 2 – 2                                                                   | Colombia                                                                | Qual. Mondiali 2002                                                     | -                                                                       | 61’                                                                     |
| 7-10-2001                                                               | Montevideo                                                              | Uruguay                                                                 | 1 – 1                                                                   | Colombia                                                                | Qual. Mondiali 2002                                                     | -                                                                       | 37’                                                                     |
| 7-11-2001                                                               | Bogotà                                                                  | Colombia                                                                | 3 – 1                                                                   | Cile                                                                    | Qual. Mondiali 2002                                                     | -                                                                       | 46’                                                                     |
| 15-11-2003                                                              | Barranquilla                                                            | Colombia                                                                | 0 – 1                                                                   | Venezuela                                                               | Qual. Mondiali 2006                                                     | -                                                                       | 8’ 54’                                                                  |
| 19-11-2003                                                              | Barranquilla                                                            | Colombia                                                                | 1 – 1                                                                   | Argentina                                                               | Qual. Mondiali 2006                                                     | -                                                                       | 20’ 75’                                                                 |
| Totale                                                                  |                                                                         | Presenze                                                                | 36                                                                      |                                                                         | Reti                                                                    | 1                                                                       |                                                                         |

### Statistiche da allenatore
| Stagione        | Squadra         | Campionato      | Campionato | Campionato | Campionato | Campionato | Coppe nazionali | Coppe nazionali | Coppe nazionali | Coppe nazionali | Coppe nazionali | Coppe continentali | Coppe continentali | Coppe continentali | Coppe continentali | Coppe continentali | Altre coppe | Altre coppe | Altre coppe | Altre coppe | Altre coppe | Totale | Totale | Totale | Totale | % Vittorie | Piazzamento |
| Stagione        | Squadra         | Comp            | G          | V          | N          | P          | Comp            | G               | V               | N               | P               | Comp               | G                  | V                  | N                  | P                  | Comp        | G           | V           | N           | P           | G      | V      | N      | P      | %          | Piazzamento |
| --------------- | --------------- | --------------- | ---------- | ---------- | ---------- | ---------- | --------------- | --------------- | --------------- | --------------- | --------------- | ------------------ | ------------------ | ------------------ | ------------------ | ------------------ | ----------- | ----------- | ----------- | ----------- | ----------- | ------ | ------ | ------ | ------ | ---------- | ----------- |
| giu.-dic. 2017  | Real Frontera   | 2D              | 13+6       | 4+4        | 2+0        | 7+2        | CV              | -               | -               | -               | -               | -                  | -                  | -                  | -                  | -                  | -           | -           | -           | -           | -           | 19     | 8      | 2      | 9      | 42,11      | Sub., 17º   |
| Totale carriera | Totale carriera | Totale carriera | 19         | 8          | 2          | 9          |                 | -               | -               | -               | -               |                    | -                  | -                  | -                  | -                  |             | -           | -           | -           | -           | 19     | 8      | 2      | 9      | 42,11      |             |

## Palmarès

### Club
- Campionato colombiano: 2

Junior: 1993, 1995
- Supercoppa italiana: 1

Parma: 1999
- Coppa Italia: 1

Parma: 2001-2002